# Rémy Grosso
Rémy Grosso (nacido en Lyon el 4 de diciembre de 1988) es un jugador de rugby francés, que juega de Wing para la selección de rugby de Francia y para el equipo de Castres Olympique en el Top 14 francés.
Fue seleccionado tardíamente para la Copa del Mundo de Rugby de 2015, como sustituto de un lesionado Yoann Huget. Debutó con la selección de Francia jugando contra Canadá en el estadio Milton Keynes el 1 de octubre de 2015; en ese partido, que acabó con victoria francesa 41-18, Grosso anotó un ensayo.